# Sumpf-Hornklee
Der Sumpf-Hornklee (Lotus pedunculatus) ist eine Pflanzenart der Gattung Hornklee (Lotus) innerhalb der Familie der Hülsenfrüchtler (Fabaceae).

## Beschreibung

### Vegetative Merkmale
Der Sumpf-Hornklee ist eine ausdauernde krautige Pflanze. Die aufrechten bis aufsteigenden, meist kahlen Stängel sind hohl und werden 20 bis 90 Zentimeter lang. Es werden unterirdische Ausläufer gebildet, die mit Niederblättern besetzt sind.
Die wechselständig am Stängel angeordneten Laubblätter sind sitzend. Die Laubblätter bestehen aus drei gefingerten ganzrandigen Blättchen an einem Stiel sowie zwei ungefähr halb so großen Blättchen, die am Laubblattgrund stehen. Die Blättchen sind breit-lanzettlich bis verkehrt-eiförmig und auf ihrer Unterseite sind die Seitennerven klar erkennbar. Es sind je Blatt zwei winzige Nebenblätter vorhanden.

### Generative Merkmale
Die Blütezeit liegt im Juni und Juli. Es ist ein Blütenstandsschaft vorhanden, der drei- bis viermal so lang ist wie das Tragblatt. Der doldige Blütenstand enthält fünf bis zwölf (bis 15) Blüten.
Die zwittrigen Blüten sind zygomorph und fünfzählig mit doppelter Blütenhülle. Der Kelch ist bei einer Länge von 6 bis 7 Millimetern von halber Länge der Krone. Die fünf gleichen, meist lang bewimperten Kelchzähne sind an den Knospen nach außen aufgebogen, zwischen den beiden oberen Kelchzähnen findet sich eine spitze Bucht. Die gelbe Krone besitzt die typische Form der Schmetterlingsblüte und ist 10 bis 14 Millimeter lang. Vor dem Aufblühen sind die Kronblätter oft rot. Sie sind lang genagelt. Die Flügel sind verkehrt eiförmig und meist so lang wie das Schiffchen. Das Schiffchen ist aufwärts gekrümmt, geschnäbelt und das obere Ende ist hell. Die zehn Staubblätter sind bis auf das obere sämtlich miteinander zu einer Röhre verwachsen.
Die kahle Hülsenfrucht ist gerade, 1,5 bis 3 Zentimeter lang, etwa 2 Millimeter breit und enthält zahlreiche Samen. Die Klappen der Hülse rollen sich nach dem Aufspringen ein. Die Samen sind frisch gelblich-grün, trocken dunkelgrün bis bräunlich.
Die Chromosomenzahl beträgt 2n = 12.

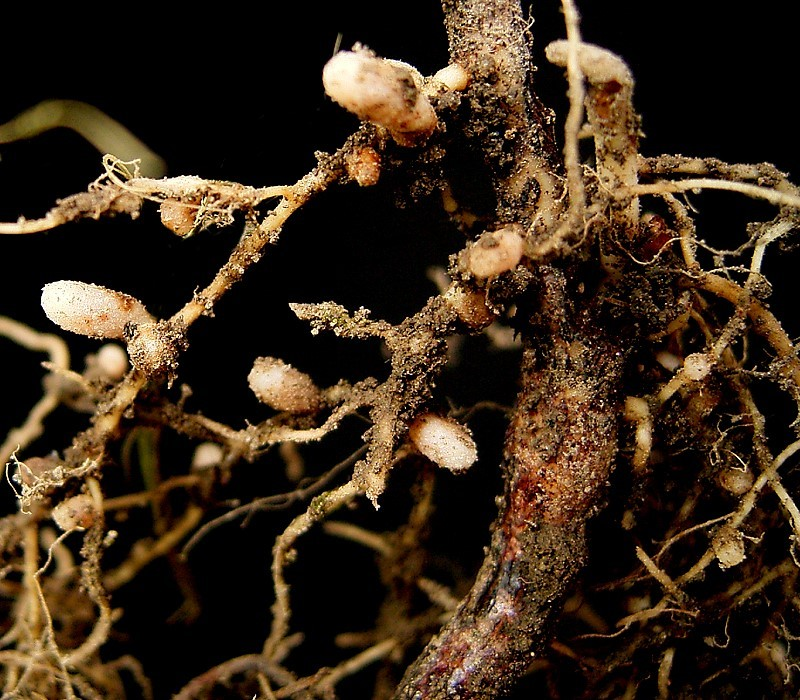
Wurzeln mit Knöllchen des Sumpf-Hornklees

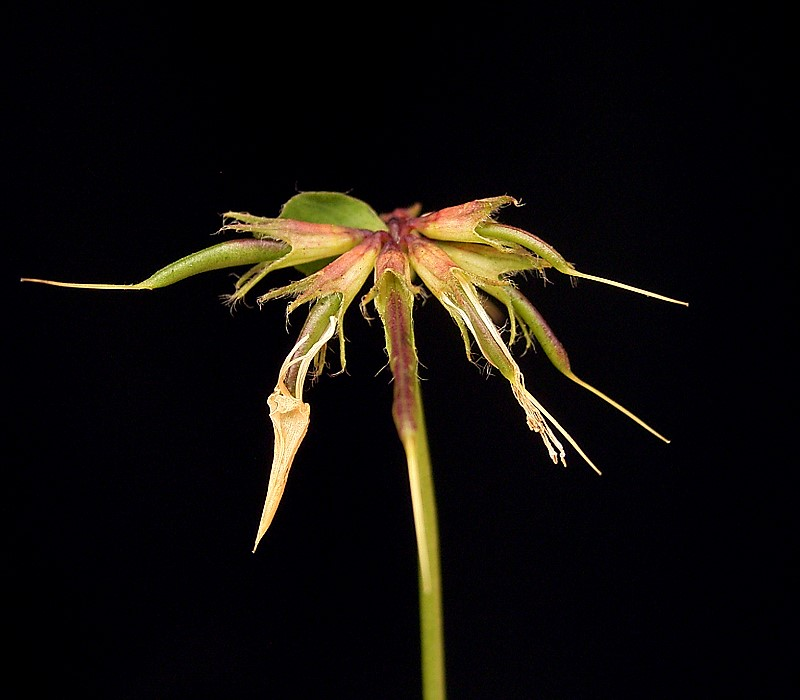
Junger Fruchtstand

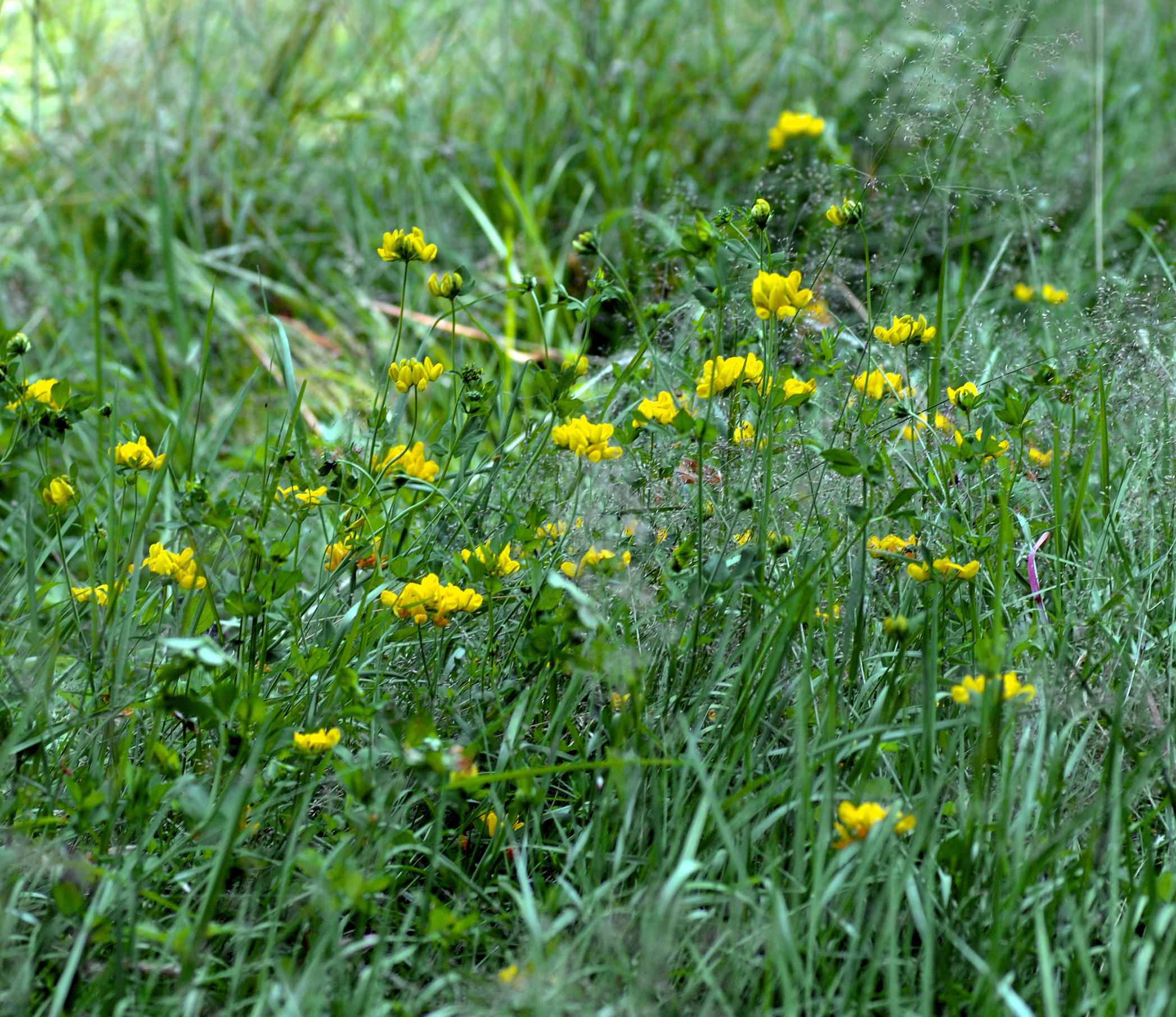
Habitus im Habitat

## Ökologie
Beim Sumpf-Hornklee handelt es sich um einen mesomorphen, helomorphen Hemikryptophyten.
Die Bestäubung erfolgt durch Insekten.

## Vorkommen
Der Sumpf-Hornklee ist in Europa und Nordafrika weitverbreitet. Als Neophyt findet er sich darüber hinaus in Australasien, Ozeanien sowie Nord- und Südamerika. In Europa kommt er ursprünglich in fast allen Ländern vor und fehlt nur in Island und Moldau und kommt in Norwegen, Finnland und Ungarn eingeführt vor. In der Schweiz kommt er besonders im Mittelland vor. Er steigt dort am Schnebelhorn im Kanton Zürich bis 1200 Meter Meereshöhe auf.
Der Sumpf-Hornklee gedeiht meist auf halbschattigen Standorten auf relativ nährstoffarmen, schwach sauren bis mäßig basischen Böden. Er ist in Mitteleuropa eine Charakterart des Verbandes Calthion, kommt darüber hinaus auch im Verband Juncion acutiflori, im Molinion-Verband und in feuchten Arrhenathereten vor.
Die ökologischen Zeigerwerte nach Landolt et al. 2010 sind in der Schweiz: Feuchtezahl F = 4w+ (sehr feucht aber stark wechselnd), Lichtzahl L = 3 (halbschattig), Reaktionszahl R = 3 (schwach sauer bis neutral), Temperaturzahl T = 3+ (unter-montan und ober-kollin), Nährstoffzahl N = 4 (nährstoffreich), Kontinentalitätszahl K = 2 (subozeanisch), Salztoleranz 1 = tolerant.

## Taxonomie
Die Erstveröffentlichung von Lotus pedunculatus erfolgte 1793 durch den spanischen Naturforscher Antonio José Cavanilles in Icones et Descriptiones Plantarum, 2, Seite 52, Tafel 164. Synonyme für Lotus pedunculatus Cav. sind Lotus granadensis Chrtková und Lotus uliginosus Schkuhr. Das Artepitheton pedunculatus bedeutet „mit gestielter Blüte“.

## Geschichte
Nach Helmut Gams in Hegi wurden Lotus corniculatus und Lotus pedunculatus zuerst von den Brüdern Johann Bauhin und Caspar Bauhin unterschieden.

## Nachweise
- Lotus pedunculatus Cav., Sumpf-Hornklee. auf FloraWeb.de
- Erich Götz: Pflanzen bestimmen mit dem Computer. 2001, ISBN 3-8252-8168-X.
- Karl Reiche: Flora of Chile. Volume 2, S. 76, PDF (PDF; 315 kB).